# Episodi di Rectify (prima stagione)
La prima stagione della serie televisiva Rectify è stata trasmessa in prima visione negli Stati Uniti d'America su Sundance Channel dal 22 aprile al 20 maggio 2013.
In Italia, la stagione è andata in onda sul canale satellitare Sky Atlantic dal 13 maggio al 17 giugno 2016.
| nº | Titolo originale | Titolo italiano       | Prima TV USA   | Prima TV Italia |
| -- | ---------------- | --------------------- | -------------- | --------------- |
| 1  | Always There     | Sempre presente       | 22 aprile 2013 | 13 maggio 2016  |
| 2  | Sexual Peeling   | Rieducazione sessuale | 22 aprile 2013 | 20 maggio 2016  |
| 3  | Modern Times     | Tempi moderni         | 29 aprile 2013 | 27 maggio 2016  |
| 4  | Plato's Cave     | La caverna di Platone | 6 maggio 2013  | 3 giugno 2016   |
| 5  | Drip, Drip       | Goccia a goccia       | 13 maggio 2013 | 10 giugno 2016  |
| 6  | Jacob's Ladder   | Valeriana greca       | 20 maggio 2013 | 17 giugno 2016  |

## Sempre presente
- Titolo originale: Always There
- Diretto da: Keith Gordon
- Scritto da: Ray McKinnon

### Trama
Dopo 19 anni nel braccio della morte, Daniel Holden, accusato di aver ucciso la sua fidanzata dell'epoca, viene rimesso in libertà in quanto le prove raccolte durante le indagini non ne accertano la colpevolezza. Il ritorno nella società è per Daniel molto traumatico e se la madre e la sorella lo hanno sempre sostenuto credendo nella sua innocenza sono invece in molti a credere che lui sia colpevole e che debba passare il resto della sua vita in prigione.

## Rieducazione sessuale
- Titolo originale: Sexual Peeling
- Diretto da: Billy Gierhart
- Scritto da: Ray McKinnon

### Trama
Daniel prosegue il suo processo di reintegrazione nella società e la famiglia reagisce al suo ritorno in modo differente. La sorella Amantha è ossessionata da lui e si sente in dovere di proteggerlo e seguirlo, mentre il fratellastro Ted cerca di allontanarlo dall'impresa di famiglia poiché teme che possa rovinargli gli affari. La moglie di Ted, Tawney, sembra invece essere l'unica ad avere una conversazione sincera con Daniel.
Intanto la relazione clandestina fra Amantha e l'avvocato di suo fratello viene scoperta.

## Tempi moderni
- Titolo originale: Modern Times
- Diretto da: Nicole Kassell
- Soggetto di: Evan Dunsky
- Scritto da: Evan Dunsky & Graham Gordy & Michael D. Fuller

### Trama
Jared continua a ricevere dei messaggi anonimi in cui minacciano di uccidere la sorella. Nel frattempo Amantha, dopo aver incontrato casualmente il fratello di Hanna (la ragazza per la cui morte Daniel era stato accusato) porta Jon nel luogo in cui avvenne l'omicidio e gli racconta di come con il tempo sia divenuto un luogo dove i giovani si divertivano a fare degli scherzi crudeli ai ragazzi più piccoli. Più tardi i due fanno l'amore. Intanto Daniel ritrova alcuni oggetti del suo passato, in particolare delle musicassette (una in particolare regalatagli da Hanna), che risvegliano ricordi ed emozioni dimenticati durante la detenzione.

## La caverna di Platone
- Titolo originale: Plato's Cave
- Diretto da: Jim McKay
- Scritto da: Graham Gordy & Michael D. Fuller

### Trama
Daniel e sua madre trascorrono una giornata insieme ma vengono assaliti da alcuni giornalisti. In seguito Daniel si incontra con Tawney e i due hanno una lunga disquisizione sulla fede e sulla vita. La stessa sera la giovane riceve una telefonata dal marito che in un viaggio di lavoro ha resistito alla tentazione di tradirla ma il rapporto fra i due, specialmente dal punto di vista della moglie, sembra essere cambiato. Nel frattempo Daniel rientrando a casa incontra una sua vecchia conoscenza che lo invita nel suo negozio con una scusa per fare sesso. Daniel accetta.

## Goccia a goccia
- Titolo originale: Drip, Drip
- Diretto da: Romeo Tirone
- Scritto da: Ray McKinnon

### Trama
Daniel passa una notte surreale con un uomo incontrato sulla strada. Il giorno dopo ha uno scontro con la sorella e in seguito viene battezzato. Subito dopo chiede a Tawney di baciarlo ma lei rifiuta. Intanto Ted Jr cerca di migliorare gli affari del negozio di pneumatici ma senza ottenere risultati. Frustrato ed ubriaco incontra Daniel e gli intima di stare lontano dalla moglie e poi lo sfotte su una confidenza che il fratellastro gli aveva fatto. Daniel se ne sta andando ma poi cambia idea e aggredisce Ted.

## Valeriana greca
- Titolo originale: Jacob's Ladder
- Diretto da: Ray McKinnon
- Scritto da: Ray McKinnon

### Trama
Mentre Tawney decide di prendere le distanze da Daniel e cercare di riavvicinarsi al marito, Janet e Ted Sr discutono della possibilità di allontanare Daniel per la sua incolumità e infatti poco dopo alcuni vandali fanno saltare in aria la cassetta delle lettere della loro casa. Intanto Daniel e Amantha tornano in un bosco dove anni prima andavano con il padre. In seguito Daniel compra un libro per Hanna e va a farle visita al cimitero ma qui alcuni uomini mascherati lo assalgono e lo picchiano molto duramente.
Intanto Trey, uno di coloro che avevano testimoniato contro Daniel, ritrova il corpo di George (l'unico testimone oculare, che poi si era tolto la vita) e invece di chiamare lo sceriffo si libera del corpo gettandolo nel fiume.